# After the Hunt
After the Hunt is een toekomstige Italiaans-Amerikaanse psychologische thriller, geregisseerd door Luca Guadagnino. De hoofdrollen worden vertolkt door Julia Roberts, Ayo Edebiri, Andrew Garfield, Michael Stuhlbarg en Chloë Sevigny.

## Verhaal
Een hoogleraar wordt gedwongen haar eigen geheime verleden onder ogen te zien nadat een van haar collega's te maken krijgt met een ernstige beschuldiging.

## Rolverdeling
| Acteur            | Personage               |
| ----------------- | ----------------------- |
| Julia Roberts     | hoogleraar Alma Olsson  |
| Ayo Edebiri       | Margaret "Maggie" Price |
| Andrew Garfield   | Henrik "Hank" Gibson    |
| Michael Stuhlbarg | Frederik Olsson         |
| Chloë Sevigny     | Kim                     |

## Productie
In maart 2024 werd aangekondigd dat Julia Roberts de hoofdrol zou spelen in de film, met Luca Guadagnino als regisseur. In mei voegden Andrew Garfield en Ayo Edebiri zich bij de cast. Garfield wilde al met Guadagnino samenwerken sinds de release van Io sono l'amore in 2009. In juni voegden Michael Stuhlbarg en Chloë Sevigny zich bij de cast.

### Filmopnames
De filmopnames gingen op 6 juli 2024 van start in Londen en de Universiteit van Cambridge. De opnames eindigden na zes weken, op 16 augustus. Cameraman Malik Hassan Sayeed filmde het project op 35mm-film, waarmee hij na 25 jaar terugkeerde naar de productie van speelfilms.

## Muziek
De filmmuziek werd gecomponeerd door Trent Reznor en Atticus Ross. Het is de vierde samenwerking van de componisten met regisseur Guadagnino.

## Release
After the Hunt zal op 29 augustus 2025 in première gaan op het Filmfestival van Venetië buiten competitie.
Het is de eerste film van Amazon MGM Studios die internationaal wordt uitgebracht door Sony Pictures Releasing International, nadat er een vierjarige deal werd gesloten met Warner Bros. Pictures.